# Margarita Cedeño de Fernández
Margarita Cedeño de Fernández, née le 1er mai 1965 à Saint-Domingue (République dominicaine), est une femme politique dominicaine. Elle est Première dame, épouse du président Leonel Fernández, de 1996 à 2000 puis de nouveau de 2004 à 2012. Elle devient la même année vice-présidente, une fonction qu'elle occupe jusqu'en 2020.

## Biographie

### Formation et Jeunesse
Elle est avocate de profession, notamment dans le cabinet du docteur Abel Rodriguez del Orbe et Fernández y Asociados, où elle est membre associée. Elle détient un doctorat en droit de l'université autonome de Saint-Domingue et une maîtrise en législation économique de la Pontificia Universidad Católica Madre y Maestra. Elle a également participé à des cours et des séminaires à Georgetown, à Harvard et à l'université de Genève.
Quand elle était la Première dame, elle a coordonné les politiques sociales de l'administration de son mari, et donc des programmes de santé et d'éducation pour les enfants, les jeunes, les mères célibataires et les familles. Entre 1996 et 2000, elle est conseillère juridique du président, en tant que sous-secrétaire d'État. Le 16 octobre 2009, elle est nommée ambassadrice de bonne volonté pour l'Organisation des Nations unies pour l'alimentation et l'agriculture (FAO). Elle est élue vice-présidente de la République aux côtés de Danilo Medina le 20 mai 2012. Elle est, après Milagros Ortiz Bosch (en), la deuxième femme à exercer cette fonction, qu'elle occupe jusqu'au 16 août 2020, date à laquelle lui succède une autre femme, Raquel Peña.

## Vie Privée
Elle est la femme de Leonel Fernández.